# 国会山自治区
47°36′54.5″N 122°19′2.83″W / 47.615139°N 122.3174528°W
国会山自治区 （英語：Capitol Hill Autonomous Zone，缩写为CHAZ），又稱国会山有组织抗议（Capitol Hill Organized Protest或Capitol Hill Occupied Protest，縮寫為CHOP）、自由國會山，是一個佔領區，兼自稱的自治區，其位於華盛頓州西雅圖國會山地區附近。在西雅圖警察局棄守其東區大樓後，該區域的居民於2020年6月8日建立国会山自治区，並佔據6個街區、1個公園。
此一自治區採取去中心化的管治模式，以建立沒有警察的社區為目標。佔領者所提出的訴求包括實施租金管制、去士紳化、解散警隊或停止為其提供資金、资助社區衛生事務、釋放所有因大麻而被捕的罪犯，並撤銷他們的相關犯罪記錄。
此一社區的評價因政治立場而有所差異。美國總統特朗普把佔領者形容為「丑陋不堪的無政府主義者」，呼籲华盛顿州州长和西雅图市长從佔領者手中「奪回」土地。而市長珍妮·杜肯則把該區域描述为「更像是擁有派對氛圍的四個街區，它並不由武裝分子或軍政府接管。我们会确保它於最終恢復原樣，不過我們西雅圖一直都有像這樣的街區派對……现在它也沒有對公眾構成威脅」。《今日美國》在6月14日肯定了市长的說法，指該區具有一定的節日氣氛，並稱此前曾与警方发生冲突的示威者「被数以万计的游客和观光者磨平了棱角。CHAZ現已變得就像在舉辦迷你的火人祭一樣」。不過美联社於6月22日表示：「到了晚上，氣氛就會變得緊張起來。當中有的示威者在遊行，有的則在持槍守衛」。
在該自治區成立後，西雅图警察局局長卡门·贝斯特表示，警察局正研究以不同的方法在国会山庄附近「减少『他们的』足迹」，但后来改口說，官員們正在嘗試讓警察重回該轄區工作。她强调「需要有警察及时對求助作出反應，但因為現在的佔領行動，我們無法做到這一點」。6月14日，贝斯特表示她在2天前參與了該區的Black Lives Matter遊行：「我看着那60,000人在那裡，高舉著『停止為警隊提供資金』、『反警暴』、『反合格豁免權』的標語……我才意識到這是歷史上的關鍵時刻。我们會朝着不同的方向发展，未來的警务工作必定不会如同既往」。
据《华尔街日报》报道，BLM示威者在6月12日開始就會否結束佔領一事，与当地官员進行談判。四天後，佔領者為了讓救護車能夠駛入該一區域而更動路障，把自治区的範圍縮減至3個街區。在兩宗造成死傷的槍擊案發生後，杜肯表示，警方將「很快及和平地」返回東區大樓。6月24日，国会山佔領示威支援委员会在推特账号上表示：「CHOP計劃現已完結」，不過《西雅图时报》在自治区採訪的一些示威者皆表示，他們對此並不知情，也不知道CHOP有計劃要解散。多個消息來源表示，6月20日之後，CHOP的人口出現了減少，不過也有人繼續留守。7月1日，西雅圖警察前往國會山自治區，清場驅趕留守者，CHOP因此結束運作。

## 背景
国会山是西雅图市中心的一个地区，以其著名的LGBT和反文化社区而闻名。该地区以前也曾是其他大规模抗议活动的中心，例如1999年西雅图世贸中心的抗议活动、占领西雅图。 
2020年5月29日，在乔治·弗洛伊德（George Floyd）被杀后，西雅图开始了抗议活动。示威者在之後9天一直跟西雅圖警察局、华盛顿州州立警察队、华盛顿國民警衛隊發生街头冲突。6月5日，市長珍妮·杜肯及警察局局長卡門·貝斯特下令未來30天禁止使用催淚彈。示威者最終在西雅圖警察局東區大樓附近聚集抗議。局方則以強硬手段應對，包括使用催淚球、闪光弹、胡椒喷雾。到了6月7日，警方在警區附近設置了路障，並用木板把窗口堵死。当天稍後時間，一個司机把车驶入示威人群，並向他們舉槍。一名想阻止司機的示威者中槍。司机及後向警察自首。之後警區外的聚集人數越来越多。同時警方稱該些示威者向警局投擲瓶子、石塊，並施放煙火。為了應付此一情況，警方獲准在午夜後不久重新使用催淚彈去驅散人群。同時警方的行動引來了12,000多宗投訴，西雅图市议会有议员質疑警方有沒誇大示威者使用暴力的情況。
次日下午，「警方選擇了撤退」，並棄守警察局的東區大樓。示威者起初認為警方這樣做，必定有詐。不過他們於其後開始嘗試走入该處地区，並在周邊街区竖起路障，宣布「自由国会山」正式成立。截至6月19日，警方棄守東區大樓的決定究竟是誰下達的這條問題，尚沒有正式明確的答案。《西雅图时报》在6月24日稱，市长杜肯认为这一决定是一位不具名的「西雅圖警察局现场指挥官」下達的。

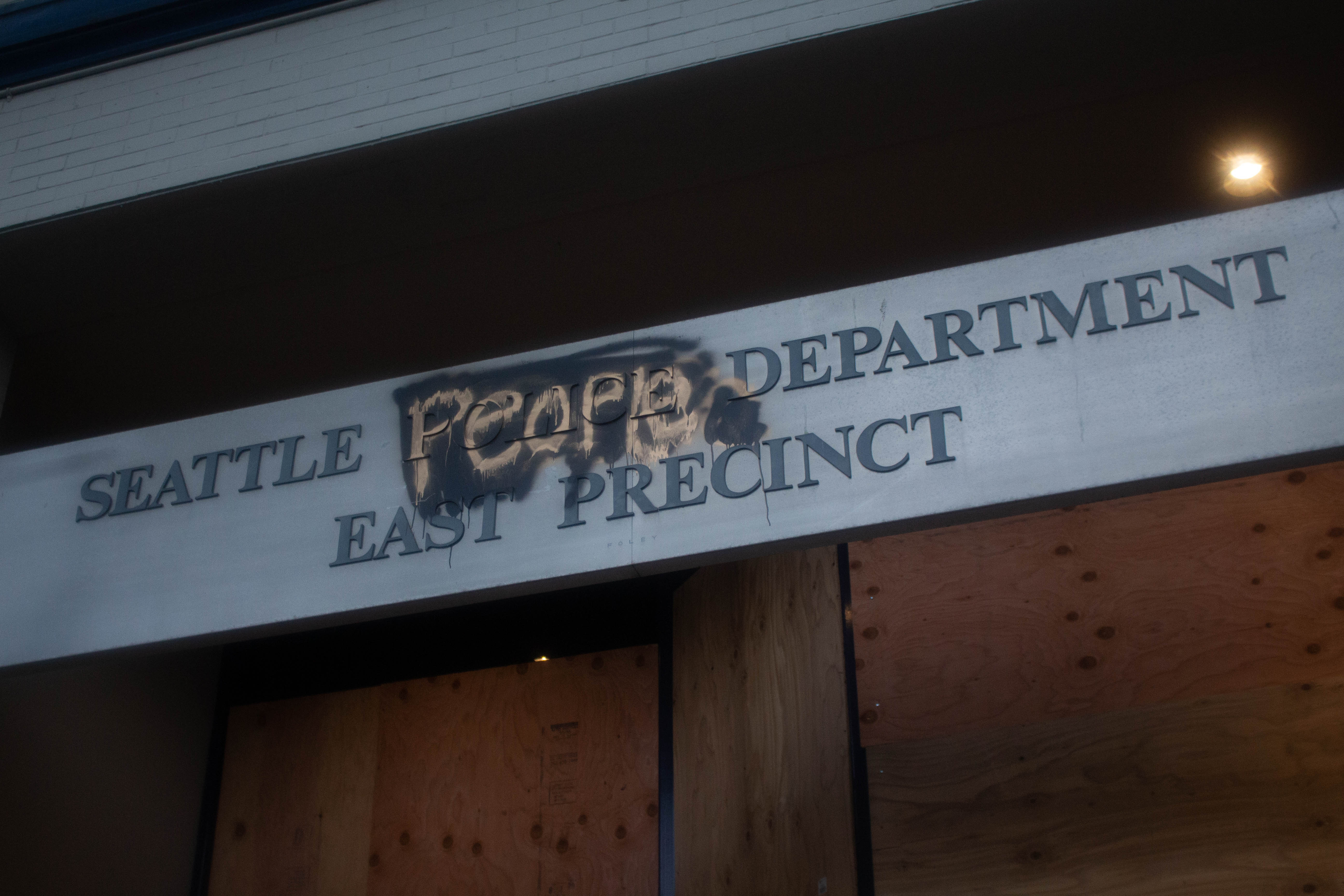
2020年6月10日的西雅圖警察局東區大樓牌面，此大樓已被棄置及用木板圍封。上面警察兩字被後來噴上的人民所遮蓋
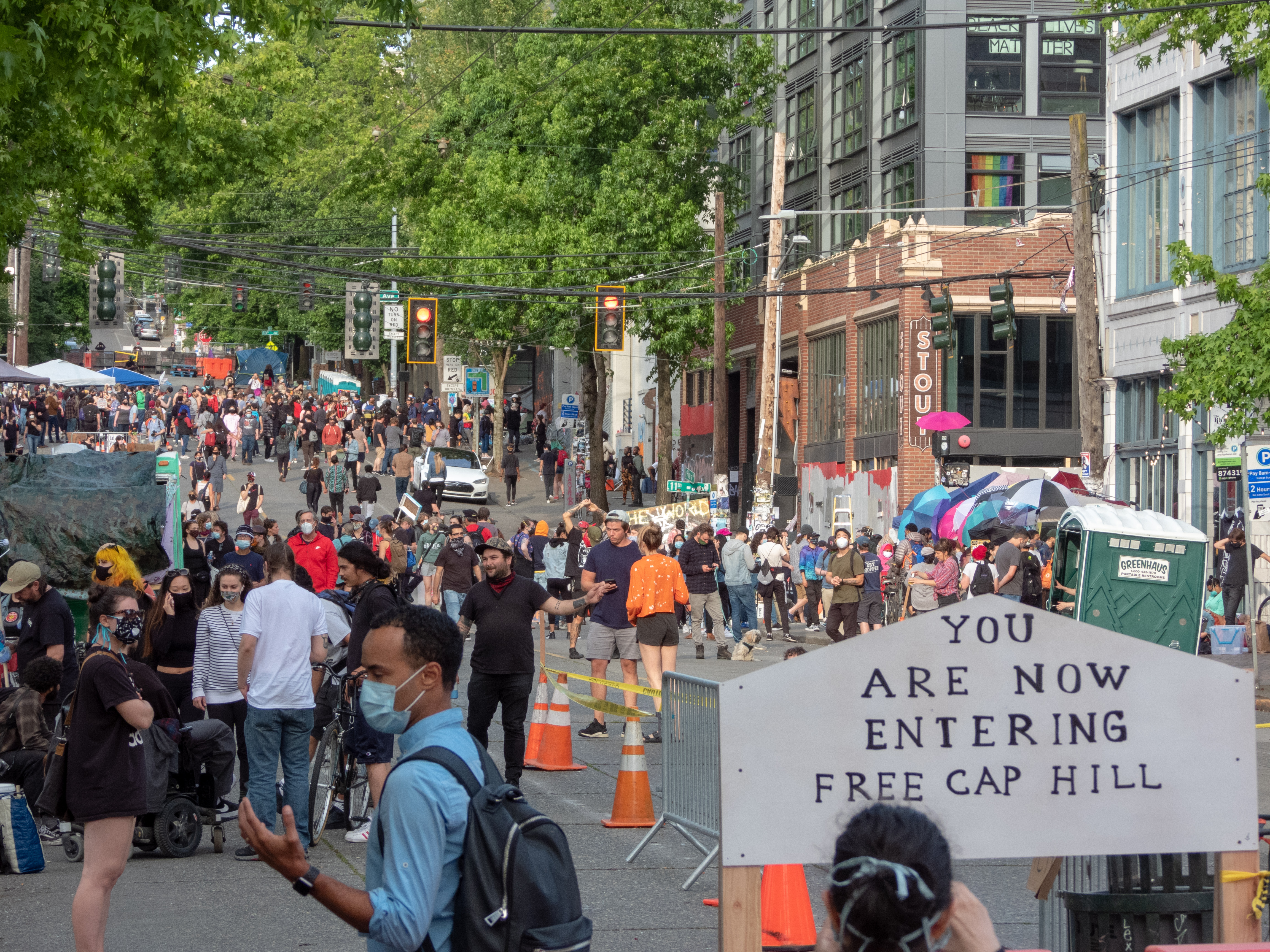
2020年6月10日，國會山自治區的西入口

## 领土
该区域以西雅图警察局东区大楼为中心。它的北界是东丹尼路（East Denny Way），东界是13街，南界是东派克路（East Pike），西界是百老汇路（Broadway）。卡尔·安德森公园被该区域完全覆盖。
抗议者担心警察可能使用车辆攻击，于是使用路障和篱笆在交叉路口建造交错的路障。自治区领土的入口处标有“您正在进入自由国会山”的栅栏，以此向北爱尔兰的自由德里致敬，其他标语宣称“您现在正在离开美国”。 东区大楼的“警察”一词之上涂有“人民”一词。
6月16日，市政府與CHAZ的代表就佔領區域的大小達成了协定。杜肯市长在其博客上發佈了新的自治區布局。博文中说明了双方达成协定的理由：「本市致力於為社群提供能夠聚集示威的空間，讓他們可以行使《第一修正案》所保障的权利。抗议区的小改动能讓路障更為安全牢固，使之更能保障身處於此一區域的人的安全」。该市在协定中同意拆除旧的障碍物，改以混凝土包圍重新劃定的區界。
6月18日，全国公共广播电台報導指：「示威區內沒人認為警方可以和平歸來。現場可以見到一些武装反法西斯小隊，他们自称為社区防卫军，並称已有心理準備，在必要情況下跟人戰鬥，但他们更倾向于使局势降溫」。

## 内部治理

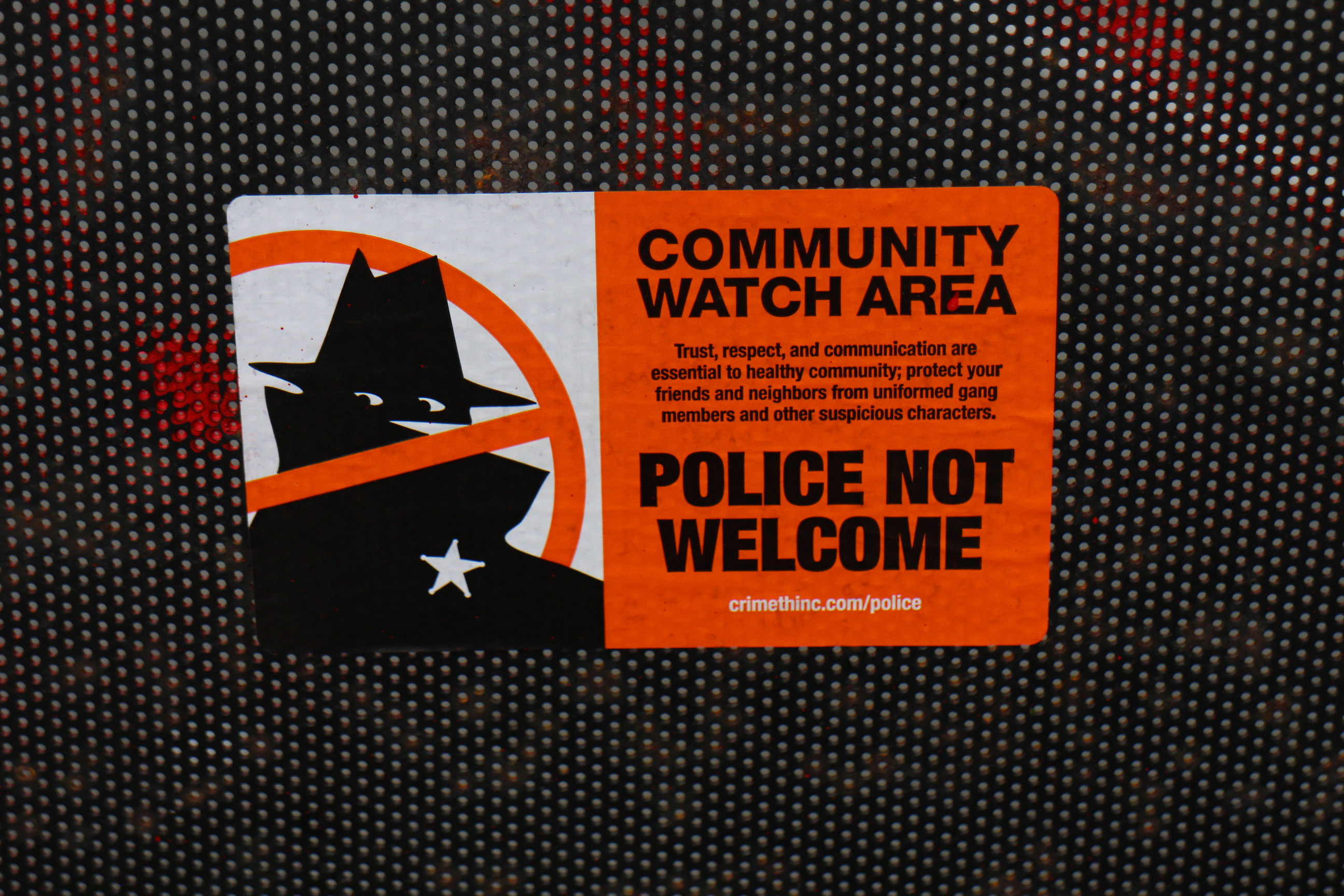
自治区內的一張貼紙，上面寫有「這裡不歡迎警察」

《西雅图时报》把此一區域的示威稱為「国会山佔領示威」及「国会山組織性示威」。NBC新聞則稱CHAZ為「半示威半公社」。報導形容佔領區的結構介乎佔領華爾街及北美大學生合作社之間。占领者已经表明了他们的意图，即建立一个不再需要警察的社区。
国会山自治区的佔領者支持以共识來進行決策，反對任何领袖代表他們。其中一名佔領者更表示所謂的领袖理應「帶走」，即其應被捉拿或殺掉。該些示威者會頻密地召開市民大會，用以制定战略和计划。不過保守派刊物《城市杂志》（City Journal）卻於6月10日宣稱市长候选人尼基塔·奥利弗一手制定了公社的政治策略。西雅图官方稱沒有證據顯示反法西斯組織掌控了自治区本身。6月15日，西雅圖警察局局長貝斯特表示：「西雅圖沒有一處地方是無警的」。她稱，如果公共安全受到威胁，警员便会进入该区：「我认为，许多地方都已畫出了一幅『被困之城』的画面……事實並非如此」。

### 訴求
6月9日，Medium上出現了一篇列出示威者訴求的博文。它總計有30項訴求，包括要求廢除西雅圖警隊及法院體系；停止為警隊提供資金；資助社區衛生事務；禁止警隊使用火器、警棍、防暴盾和化学武器；釋放所有因大麻而被捕的罪犯，並撤銷他們的相關犯罪記錄；对因涉嫌暴力犯罪而服刑的有色人种进行重审；廢除監獄。其他訴求則包括教育改革，以增加有關非裔美國人及美國原住民的內容；免費專上教育；免費住屋等等。示威者對於應提出多少訴求存有內部爭議，其中一些認為這只是一場大革命的起步點，另有一些則認為短期內應聚焦於警暴問題。
6月10日，约1000名示威者游行到西雅图市政厅，要求市长杜肯辞职。

### 治安
佔領者接受自治区內的人持槍，以保障自身安全。自称是反法西斯主義者、反种族主义者、工人运动者的普吉特海湾约翰·布朗枪俱乐部的成员在该地区公开持枪并活跃着。虽然市长於5月30日下了緊急命令，禁止使用包括槍支在內的武器，但她的禁令并没有强制执行。《华盛顿邮报》在6月12日報導，雖然能夠發現該區的確存有约翰·布朗枪俱乐部的成员，但他們手中不見任何武器。《今日美國》同日報導指，該區不見有人持槍。西雅图的福克斯新闻当地分社的记者已從自治区内被驱逐了。
該區的志願者成立了一个非正式小组，以確保社區安全。他們以緩和局勢及阻止破壞為重點。不過在6月7日，一名男子駕車衝進自治区的人群，並向一名伸手進車試圖阻止的男子開槍。該名男子其後被證實沒有受重傷。News.com.au在6月17日稱「治安不力可能给犯罪分子以可乘之机」，并表示社交媒体上有人張貼了一項「令人不安的详细计划」，其目的在於「引诱和攻击西雅图無法地帶的弱勢年輕女性」，這使得「城市里的妇女们惊恐万分」。在社交媒体上張貼相關計劃的西雅图居民称，这不過是為引起他人反應而作的「夸张表達」罷了。該網站還指有片段拍攝到「一名嘻哈歌手從他的特斯拉後備箱中拿出多把槍支，然後派發給陌生人」的場面。西雅图的KIRO-TV引述了一名在東區大樓附近租住公寓的人的抱怨：「我们整天就是坐以待毙。现在城市里的每一个罪犯都知道他们可以来到这个自治区，隨心而行地犯罪。只要不危及生命，警察就不会執法」。由於街道被阻塞及擔憂會發生犯罪行為，一些居民已经暂时搬走，另有一些則加裝了监控摄像头。一名表示「百分百」支持抗议活动的男子對KOMO电视台表示：「現在我也不感到安全了」。《Stranger》報導指，當地在6月18日發生了一單性侵事件，一名志愿医护沒過多久便隨即介入調停。肇事者其後被捕，並以75000美元保釋。
KOMO-TV於6月25日报道称，极右翼组织驕傲男孩的一名成員图西塔拉·托塞因（Tusitala "Tiny" Toese）因在當地涉嫌殴打一名男子而被捕。

## 槍擊案
6月20日凌晨2時19分，自治区居民撥打了911，說當地發生了槍擊事件。兇手在三秒內至少開了七槍。現場兩名傷者由志願者送往醫院。其中一名19歲的傷者其後證實不治，另一名則在加護病房留醫，情況危殆。該起槍擊事件發生在卡爾·安德森公園。西雅圖警察局的警員曾試圖進入自治區接觸傷者，但不成功，他們的行動记录簿解釋這是因為「暴力份子阻止了相關人員繼續前進，令其不能安全地接觸傷者」。《紐約時報》報導指，相關警員是在穿著防暴裝備的情況下走入該區的，並遇上了一群大叫「傷者已不在這！」的示威者。市议会议员、公共安全委员会主席麗莎·赫爾博爾德認為，人們阻止救助者接觸傷者的说法「有违常理」。警局一名发言人稱，他們正從隨身攝錄機及公眾提供的錄像這兩個管道了解事件，西雅圖警察局已把其中一些片段公開，但尚沒有正式拘查任何的犯罪嫌疑人。他們亦未能掌握被害人的身份及兇手的動機。不过，CHOP代表对傳媒表示，行兇者可能有前科，且因為「幫派關係」而起了殺機。《西雅图时报》則报導指，遇害少年是一名前一天剛從高中畢業的非裔美国人。
6月21日，自治區當晚又再發生槍擊案，是48小時內第二次暴力事件。一人在槍擊中受傷，隨後被送往港景醫療中心。他在接受治療後出院。期間拒絕配合西雅圖警察局人員的調查。
6月22日，杜肯市长開腔回應了自治区內的槍擊事件，指暴力事件令成千上萬和平抗議者的表達訊息失焦。她稱「我們不能讓暴力定義了這場改革運動本身……我市絕不允許國會山晚上接二連三地發生槍械暴力」。警察局局长贝斯特則指「有一群人正在[自治區內]姦淫擄掠、殺人放火，兼損害他人財產」。她补充说：「我不能袖手旁观，一刻也不能。我不能眼睜睜地看著再有黑人或其他人死在我們的街道上」。市长同時宣布，官方正在嘗試與自治區合作，以使其可以早日清場。她指：「為了恢復国会山的秩序、阻止暴行再次發生，人們是時候回家了」。

## 文化和便利设施
居民在前警察局附近放置了帐篷，以维持对该区域的占领。他們在6月9日成立了“无警察”合作社，提供免费的食水、洗手液、社区捐赠的小吃和烤肉串。示威者亦於當地擺攤，當中有的提供素食咖哩等食物，有的則為露宿者籌款。自治區內亦設置了兩個醫療站，為露宿者及性工作者提供基本照護服務。在12街与松街的交叉路口，居民建设了一个方形区域，还使用麦克风鼓励暴力示威者回家。居民还建立了一个带有音响系统和投影仪的室外电影院 ，用于放映露天电影。放映的第一部电影是阿娃·杜威内拍摄的有关种族和大规模监禁的纪录片《13日》。西雅图交通运输部提供了便携式厕所。11街與松街之間有一處名為「去殖民化對話咖啡室」的區域，讓人可在裏面闲话家常。
西雅图的嘻哈乐队Marshall Law Band曾到過自治区，为示威者提供表演。
西雅图市仍在向自治区内提供包括救火和清除垃圾在內的城市服务。西雅图警察局已表示将对自治区内的911电话作出回应。6月15日，KIRO-TV报道當地附近一家汽車維修店發生了一宗盜竊案及火災，但西雅图警察局沒有對此作任何回应。警察局局長貝斯特於後來稱，當時警員在從遠處觀察該間汽車維修店的情況後，認為沒有跡象顯示該處發生任何騷亂。
6月10-11日，当地艺术家為了傳達「Black Lives Matter」的訊息，而在東派克路第十至十一大街之間創作了一面地下壁畫。游客可在區內三个乔治·弗洛伊德的悼念壇前，放下小蜡烛及鮮花，以此表達對他及其他警暴受害者的悼念之情。
示威者已把卡爾·安德森公園的一部分當作種園及农场使用，在该處種下人們捐給公社的种子。该区域的许多居民都采用了粉红色的雨伞作为非正式标志。《西雅图时报》在6月11日報導指，在自治区經營的餐馆的外賣訂單量增加了不少，且運費亦随之下降。不過《今日美国》在6月14日稱，自治区大部分商店都已關門打烊，除了「一家酒店、拉面馆和塔克饼店的生意红火依然」。佔領者在區內大多住在帳篷裏；6月19日，自治区至少有80多頂帳篷。城市露營在西雅圖其他地方是違法的，不過此一法規在過往亦少有執行。
金县的公共衛生部門已派人駐守卡尔·安德森公园，為有需要者提供新冠肺炎測試。

## 清場
隨著國會山自治區附近出現多宗槍擊案。2020年7月1日，西雅圖警察局決定清理現場，部份警員騎著腳踏車，逐步推進。部份留守者選擇堅守陣地，最少有44人被警方拘捕。

## 反应

### 地區
市長珍妮·杜肯表示，建立此一區域的目的在於「為示威者與執法者之間的紧张局势降溫」。而西雅圖警察局局長卡門·貝斯特表示，警察局正研究以不同的方法在國會山附近「減少『他們的』足跡」。 西雅图市议会议员兼社会主义替代成員克莎玛·萨万特于2020年6月8日向卡尔·安德森公园的区域居民发表了讲话。她呼吁抗议者将该区变成恢复正义的社区中心。
6月10日，助理警察局长迪安娜·诺莱特在新闻发布会上说：「我們正積極尋求對話的空間，以使我们能够找出解决这个问题的良方，同时又不損及市民和地区企业的福祉」。她及後表示，警方收到了武裝人員把示威者設置的路障當作「检查站」使用的報告，並且「恐吓社区成员」。他們亦「聽說」居民及商家需上繳保護費，才能在該區正常過活。她補充道：「這明顯是犯了勒索罪」。次日貝斯特卻反駁指警方沒有正式收到任何有關「勒索恐嚇」的報告。大西雅图商业聯会亦稱「沒有證據顯示此事屬實」。6月11日，西雅圖警察局表達了希望重新進入東區大樓的意願，并表示他們在自治区內仍有活動。同日華盛頓州州長杰伊·英斯利稱，自治区的建立雖「未經充許」，但「氣氛大致和平」。6月12日，警察局局長貝斯特表示：「自治区不時發生強姦、搶劫和各種暴力行為，但我們不能對此作出及時反應」。6月12日凌晨，一名身份不明的男子在東區大樓放了一把火，然後轉身逃去。住民於是忙於救火，最終在火勢蔓延到大樓外牆或附近的帳篷之前將其撲滅。市长在当天稍後時間視察了自治区的情況，并对《纽约时报》的记者表示，她沒聽說過自治区發生過任何严重犯罪。
6月16日，佔領區代表跟市政府达成了协议，把佔領區「重新規划」，以讓商家和当地服务机构能夠使用更好的往返通道。6月17日，KING-TV报道称，一些人对自己家附近的区域被佔領感到失落。一对情侶評論道：「你想从家得到的是一个没有压力的环境。你希望睡得好，希望能够舒适自在，而我们现在就是感到渾身不自在」。它亦稱收到了当地其他居民的匿名邮件，當中表达了 「真正的担忧」。6月18日，報導指许多黑人抗议者对於自治区本身及其沿用Black Lives Matter的口号感到不安。全国公共广播电台寫道：「黑人活动家稱，他們的訴求不能夠在一個白人佔多數的示威中被『騎劫』。而自治区本身就像一個偶被Black Lives Matter口號打斷的街區派對般」。
6月22日，警察局局長及西雅圖市長在一場新聞發佈會上稱，警方將「很快及和平地」返回東區大樓。但沒有给出具體的時間表。6月24日，美国有线电视新闻网援引了「該區事實上的領導者」、嘻哈艺术家拉茲·西蒙尼的一番說話：「很多人準備走了……亦有不少人已經走了」。
6月24日，杜肯市长提出了一項議案，內容包括冻结警队招聘事務、把西雅圖警察局的预算削减2000万美元（在2020年内削减约5%），以弥补新冠肺炎疫情所导致的收入不足和突發开支。一些社区成员表示，预算削减的幅度应该更大，西雅圖警察局的资金亦應重新投放在住房和医疗上。西雅图的一些商家、居民和业主向联邦法院提出集体诉讼，控告西雅图市。他們指西雅圖市對該佔領區的容忍，令他們的正當法律程序被剝奪。他們要求西雅圖市為財產損失、業務流失和財產權受到剝奪這幾點作出賠償，并要求它把公共道路回復原樣。

### 全國
|                  | Donald J. Trump | Twitter的logo，一个风格化的小蓝鸟 |
| @realDonaldTrump |                 | Twitter的logo，一个风格化的小蓝鸟 |

Radical Left Governor @JayInslee and the Mayor of Seattle are being taunted and played at a level that our great Country has never seen before. Take back your city NOW. If you don’t do it, I will. This is not a game. These ugly Anarchists must be stopped IMMEDIATELY. MOVE FAST!
激進左派州长@JayInslee及西雅圖市長被奚落玩弄的程度，是我們偉大的母國史上從沒遇見過的。现在就夺回你的城市吧。如果你不幹，我來幹。这不是說玩的。必须立馬阻止这些丑陋不堪的无政府主义者。动作要快！
2020年6月11日
2020年6月9日，来自得克萨斯州的参议员泰德·克鲁兹表示，该区“正在危害人们的生命”。次日美國總統特朗普呼籲華盛頓州州長和西雅圖市長從佔領者手中「奪回」土地，並表示若他們不行動，他就會出手。英斯利谴责特朗普的言論，請他「不要對华盛顿州的事情插手」。特朗普随后称示威者為「國內恐怖分子」。杜肯則對特朗普喊話：「躲回你的地堡吧」。6月11日，杜肯进一步回应道：「不幸的是，我们的总统想用有關國內恐怖分子的敍事[來掩蓋真相]，即有一群腦海中充滿激进议程的恐怖分子正在谋計著，並推动一个符合他的法律和秩序倡议。这根本不是事实，合法地聚眾表达意見為《第一修正案》所保障的权利。他們要求這個社会做得更好，并为有色人种謀求真正的公平待遇。这根本不是恐怖主义，而是爱国主义」。
《今日美國》形容自治区為「示威天堂」。保守派時事評論員蓋·本森嘲笑佔領国会山的行為不過是「共產主義者的cosplay」罷了。《國家評論》将主流媒体對此一自治區的報導，跟2016年马尔海尔国家野生动物保护区占领事件的報導作了比較，認為主流媒體較同情此一自治区的境況。
6月12日，福克斯新闻發佈了一幅有關該自治区的改圖，當中可見一名手持突擊步槍的男子。不過相關場面是從較早之前西雅图示威活动的照片修改而成的。改圖者還把西雅圖其他地區被砸碎的窗戶一併加上。在另外一單報導中，福克斯新闻刊出了有關西雅图抗议活动的報導，其所附的插圖展示了一個火光處處的城市，不過其實際上所展示的是一個月前的圣保罗。《华盛顿邮报》批評了福克斯新闻，指雖然自治区大體上是和平的，但「福克斯的報導會促使人們發生武装衝突」。福克斯新闻其後刪除了相關照片，並就出現報導失誤一事表示「遺憾」。蒙提·派森的共同創辦人约翰·克里斯嘲笑了一名福克斯新聞女主播，指她在直播中讀過一篇說區內有「叛亂跡象」的Reddit帖文後，就信以為真。他澄清相关贴文只是借鋻《聖杯傳奇》的一則笑话罷了。
其他城市的示威者亦在當地有樣學樣，嘗試建立自治区。波特蘭及阿什维尔的示威者曾嘗試建立自治区，不過在警方的介入下無果。田纳西州州长比尔·李谴责了阿什维尔示威者的有關意圖，並警告該州的示威者「我們絕不容忍任何暴力或所謂的自治區」。在費城，有些人亦成功建立了一處營地，其常跟国会山的自治区一併比較，但其重點不在於自治，而是在於反對费城的反露宿者法規。在華盛頓特區，有示威者群聚在距離白宮不到2公里的拉法耶特廣場，他們用鐵絲網設立路障封鎖街道並將該區域稱為「黑宮自治區」（Black House Autonomous Zone），而且還在廣場上的拉法耶特广场圣公会圣约翰堂門柱噴上代表黑宮自治區的BHAZ字樣。